# Bergmuisspecht
De bergmuisspecht (Lepidocolaptes lacrymiger) is een zangvogel uit de familie Furnariidae (ovenvogels).

## Verspreiding en leefgebied
Deze soort komt voor van Venezuela tot Bolivia en telt negen ondersoorten:
- L. l. sanctaemartae: de bergen van Santa Marta (noordoostelijk Colombia).
- L. l. sneiderni: westelijk Colombia.
- L. l. lacrymiger: oostelijk Colombia en westelijk Venezuela.
- L. l. lafresnayi: noordelijk Venezuela.
- L. l. aequatorialis: zuidwestelijk Colombia en Ecuador.
- L. l. frigidus: zuidelijk Colombia.
- L. l. warscewiczi: van zuidoostelijk Ecuador tot centraal Peru.
- L. l. carabayae: zuidoostelijk Peru.
- L. l. bolivianus: Bolivia.

## Status
De grootte van de populatie is niet gekwantificeerd maar de soort wordt omschreven als vrij algemeen. Op de Rode lijst van de IUCN heeft deze soort de status niet bedreigd.